# James Gosling

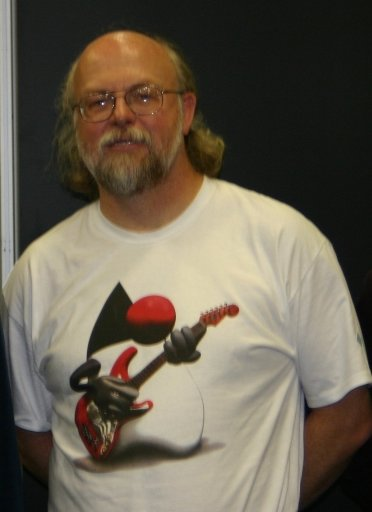
James Gosling op de JavaOne 2005 conferentie.

James Gosling (Calgary, 19 mei 1955) is een bekend software-ontwikkelaar, vooral bekend van de programmeertaal Java. Gosling studeerde aan de Canadese Universiteit van Calgary en aan de Amerikaanse Carnegie-Mellon Universiteit in Pittsburgh (Pennsylvania).
Gosling wordt beschouwd als degene die de programmeertaal Java heeft bedacht. Hij ontwierp de taalstructuur, en bouwde de compiler en de virtual machine. Gosling was ook betrokken bij andere producten zoals NeWS en Gosling Emacs.
Van 1984 tot 2010 werkte Gosling bij Sun Microsystems, per 2005 vervulde hij daar de rol van CTO van de ontwikkelproducten-groep. Op 2 april 2010 nam hij ontslag bij Oracle, dat Sun Microsystems had overgenomen. Een reden gaf hij niet, omdat, naar zijn zeggen "ieder accuraat en eerlijk antwoord meer kwaad dan goed doet".
Op 22 februari 2007 werd James Gosling benoemd tot officier in de Orde van Canada.
Sinds 12 mei 2011 is James Gosling verbonden als adviseur aan het op die datum gestichte bedrijf Typesafe Inc. dat de programmeertaal Scala en de middleware Akka promoot.
In maart 2011 trad Gosling toe tot Google. Zes maanden later volgde hij zijn collega Bill Vass en sloot zich aan bij een startup genaamd Liquid Robotics. Eind 2016 werd Liquid Robotics overgenomen door Boeing. Na de overname verliet Gosling Liquid Robotics om in mei 2017 bij Amazon Web Services te gaan werken als Distinguished Engineer.

## Publicaties
- Ken Arnold, James Gosling, David Holmes, The Java Programming Language, Fourth Edition, Addison-Wesley Professional, 2005, ISBN 0-321-34980-6
- James Gosling, Bill Joy, Guy L. Steele Jr., Gilad Bracha, The Java Language Specification, Third Edition, Addison-Wesley Professional, 2005, ISBN 0-321-24678-0
- Ken Arnold, James Gosling, David Holmes, The Java Programming Language, Third Edition, Addison-Wesley Professional, 2000, ISBN 0-201-70433-1
- James Gosling, Bill Joy, Guy L. Steele Jr., Gilad Bracha, The Java Language Specification, Second Edition, Addison-Wesley, 2000, ISBN 0-201-31008-2
- Gregory Bollella (Editor), Benjamin Brosgol, James Gosling, Peter Dibble, Steve Furr, David Hardin, Mark Turnbull, The Real-Time Specification for Java, Addison Wesley Longman, 2000, ISBN 0-201-70323-8
- Ken Arnold, James Gosling, The Java programming language Second Edition, Addison-Wesley, 1997, ISBN 0-201-31006-6
- Ken Arnold, James Gosling, The Java programming language, Addison-Wesley, 1996, ISBN 0-201-63455-4
- James Gosling, Bill Joy, Guy L. Steele Jr., The Java Language Specification, Addison Wesley Publishing Company, 1996, ISBN 0-201-63451-1
- James Gosling, Frank Yellin, The Java Team, The Java Application Programming Interface, Volume 2: Window Toolkit and Applets, Addison-Wesley, 1996, ISBN 0-201-63459-7
- James Gosling, Frank Yellin, The Java Team, The Java Application Programming Interface, Volume 1: Core Packages, Addison-Wesley, 1996, ISBN 0-201-63453-8
- James Gosling, Henry McGilton, The Java language Environment: A white paper, Sun Microsystems, 1996
- James Gosling, David S. H. Rosenthal, Michelle J. Arden, The NeWS Book : An Introduction to the Network/Extensible Window System (Sun Technical Reference Library), Springer, 1989, ISBN 0-387-96915-2